# Die Schwindligen 15
Die Schwindligen 15 waren ein Blasorchester aus Bayern.
Die Formation wurde 1994 von ihrem musikalischen Leiter Alexander Pfluger mit einigen Kameraden des Gebirgsmusikkorps Garmisch-Partenkirchen gegründet. Nach 25 Jahren beschloss die Gruppe ihre Auflösung und gab im Oktober 2019 ihr letztes Konzert. Das zuletzt 21-köpfige Orchester trat vorwiegend in Süddeutschland und Vorarlberg auf. Das Repertoire ging von böhmisch-mährischer Blasmusik über Schlager bis Rock und Pop, größtenteils von Pfluger komponiert oder arrangiert.
Die Besetzung umfasste Es- und B-Klarinette, Trompete, Flügelhorn, Tenorhorn, Bariton, Posaune, Tuba und Schlagzeug. Hinzu kamen nach Bedarf Gesang, E-Gitarre und E-Bass.
Die Schwindligen 15 spielten u. a. auf dem Woodstock der Blasmusik.

## Diskografie
- Unsere Blasmusik
- 2000: Polkawahn und Marschkolik, Alpen-Sound-Musikverlag
- 2002: Musik, die aus dem Herzen kommt, Alpen-Sound-Musikverlag
- 2004: Jubiläumsparade, Alpen-Sound-Musikverlag
- 2006: Auf Adlers Schwingen, Alpen-Sound-Musikverlag
- 2008: Mit böhmischem Herzen, Alpen-Sound-Musikverlag
- 2009: Unser Glück ist Blasmusik, Alpen-Sound-Musikverlag
- 2011: Zeit für Musik, Alpen-Sound-Musikverlag
- Streicheleinheiten, Alpen-Sound-Musikverlag
- 2017: Musikanten-Zauber, Alpen-Sound-Musikverlag